# جامعة الإسراء (العراق)

الشعار السابق عندما كانت الجامعة تحمل اسم كلية الإسراء الجامعة

جامعة الإسراء هي جامعة أهلية تقع في مدينة بغداد في العراق، تأسست في 21 فبراير 2013.
افتتحت الكلية في سنتها الأولى خمسة اقسام علمية، ثم اتسعت ليصبح عدد الأقسام احدى عشر قسماً علمياً وانسانياً، وبتوسع اخر للكلية اصبح عدد الأقسام حاليا واحد وعشرون قسما.
أعلن عن تحويل كلية الإسراء الجامعة إلى جامعة الإسراء في 12 نيسان 2023.

## الأقسام
تضم الكلية 12 كلية وهي:
- طب الأسنان
- الصيدلة
- التمريض
- كلية التقنيات الصحية والطبية، وأقسامها:
  - تقنيات المختبرات الطبية (التحليلات المرضية)
  - تقنيات صناعة الاسنان
  - تقنيات الأشعة والسونار
  - تقنيات العلاج الطبيعي
  - تقنيات البصريات
  - تقنيات التجميل بالليزر
- كلية الهندسة، وأقسامها:
  - هندسة العمارة
  - الهندسة المدنية
  - هندسة البناء وإدارة المشاريع
  - هندسة الطرق والجسور
  - هندسة الطب الحياتي
  - هندسة الامن السيبراني
- كلية التقنيات الهندسية، وأقسامها:
  - هندسة تقنيات الأجهزة الطبية
  - هندسة تقنيات البناء والانشاءات
  - هندسة تقنيات التبريد والتكييف
  - هندسة تقنيات الحاسوب
  - هندسة تقنيات الامن السيبراني
- كلية العلوم، وأقسامها:
  - تكنولوجيا المعلومات
  - الأدلة الجنائية
  - علوم الأمن السيبراني
  - علوم الفيزياء الطبية
  - علوم الحياة
- القانون
- كلية الإدارة والاقتصاد، وأقسامها:
  - إدارة الأعمال
  - المحاسبة
  - علوم المالية والمصرفية
  - علوم السياحة وإدارة الفنادق
- كلية الآداب، وقسماها:
  - اللغة الإنكليزية
  - العلوم الإسلامية
  - اللغة العربية
  - الإعلام
- التربية البدنية وعلوم الرياضة
- كلية الفنون الجميلة
  - السينما والتلفزيون
  - الفنون التشكيلية
  - التصميم الداخلي